# HD 47475
HD 47475，又名CD-41 2488，SAO 218060、HR 2445，是一颗恒星，视星等为6.34，位于銀經250.22，銀緯-20.17，其B1900.0坐标为赤經6h 33m 40.8s，赤緯-41° -20.17′ 19″。